# Костел Благовіщення Пресвятої Діви Марії (Замостя)
Костел Благовіщення Пресвятої Діви Марії в Замості — культова споруда у східній частині Старого міста в Замості. Бароковий храм ордену францисканців, побудований у середині XVII століття між вулицею Сташиця і площею Свободи, на місці, де колись був заїзд сім'ї архітектора міста Бернарда Моранда.

## Побудова храму
Будівництво одного з найбільших польських храмів XVII століття почалося після приходу францисканського ордену до міста, в 1637 році, і фінансувалося магнатом і польським шляхтичем — Яном Собіпаном Замойським. Будівництво розпочато муратором Яном Вольфом, а закінчив Ян Міхал Лінк.
Завершена в 1685 році, церква виглядала набагато більш вражаючою, ніж зараз. Він був більш високим і більшим, ніж інші храми в місті (навіть більше, ніж замостська катедра (Парафіяльна церква Воскресіння Христового та св. апостола Томи в Замості). Вона складалася з трьох проходів, напівкруглого пресвітеру і двох бічних каплиць. Інтер'єр цього костелу був прикрашений багатшими поліхромами та скульптурами. Високий дах храму був також набагато вище і виглядав як дах сучасного собору в Замості. На місці нинішньої площі Свободи був побудований францисканський монастир, на північному заході якого стояла дзвіниця.

## Зміни собору
Найбільші зміни відбулися під час поділів Речі Посполитої, і вже в 1774 році, коли місто було приєднано до Австрії, коли замовлення було закрито. Під час модернізації фортеці в Замості, під владою Росії, будівля церкви була призначена як військовий склад, також змінювався її інтер'єр (включаючи поділ на поверхи), а дзвіниця була розібрана, а пізніше — монастир.
Значні зміни зовнішнього вигляду, які можна побачити зараз, сталися в 1887 році, коли дах був опущений, високі вершини були знесені, а склеп всередині церкви був перетворений у просту стелю (тільки склепіння бічних напів).

## XX і XXI століття
У міжвоєнний період будівля церкви використовувалося для численних установ, у тому числі і для Sejmik Powiatowy, музей або кінотеатр «Stylowy», який знаходився тут до 1994 року. Після Другої світової війни, у західній частині будівлі церкви, була також художня вища школа з майстернями в підвалі. Такий стан справ тривав до 2006 року, коли Ліцей перейшов у функціональну, нову штаб-квартиру.
З 1993 року вона знову є парафіяльною церквою батьків францисканців, яка складається з житлових маєтків на південь від Старого міста, які до цього часу підпорядковувалися парафії св. Миколая (включаючи Os. Promyk, Os. Zamczysko), з головним входом, який веде широку сходи з сходу.
Ще в 1980-х роках було оновлено  фасад храму, де можна побачити елементи бароко орнаментів (включаючи елементи коринфського ордену, пілястри та портал церковного фасаду). Влітку 2006 року було проведено перший етап робіт з знесення та ремонту, знявши, серед іншого, «підлоги» всередині храму, які були побудовані в минулому, пристосовували будівлю до ролі музею, кіно або школи. Подальші ремонти здійснюються поетапно.
У 2017 році парафія отримала фінансування для проєкту, який має на меті відновити історичну форму храму і розвиток сусідньої площі. [2]

## Світлини

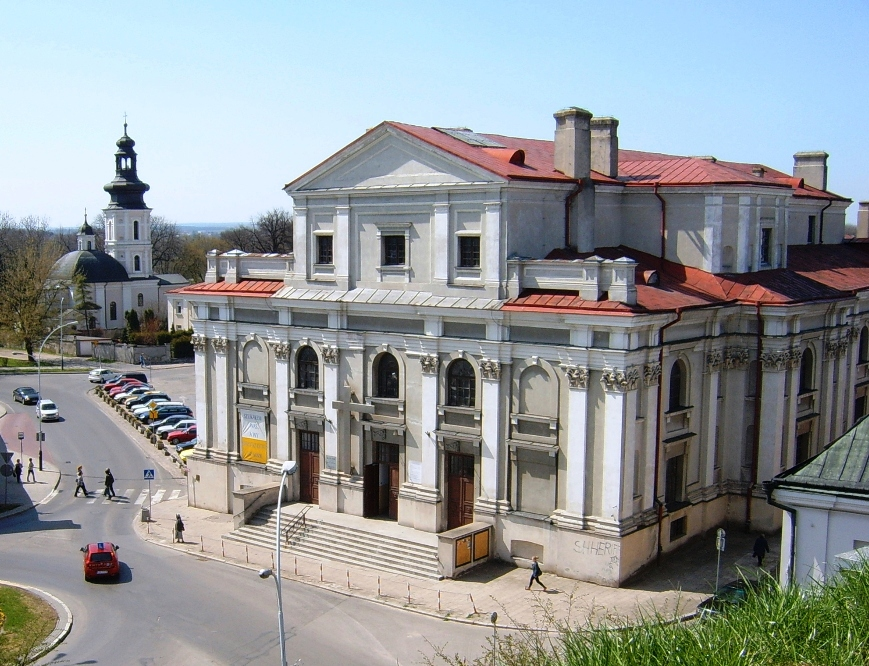
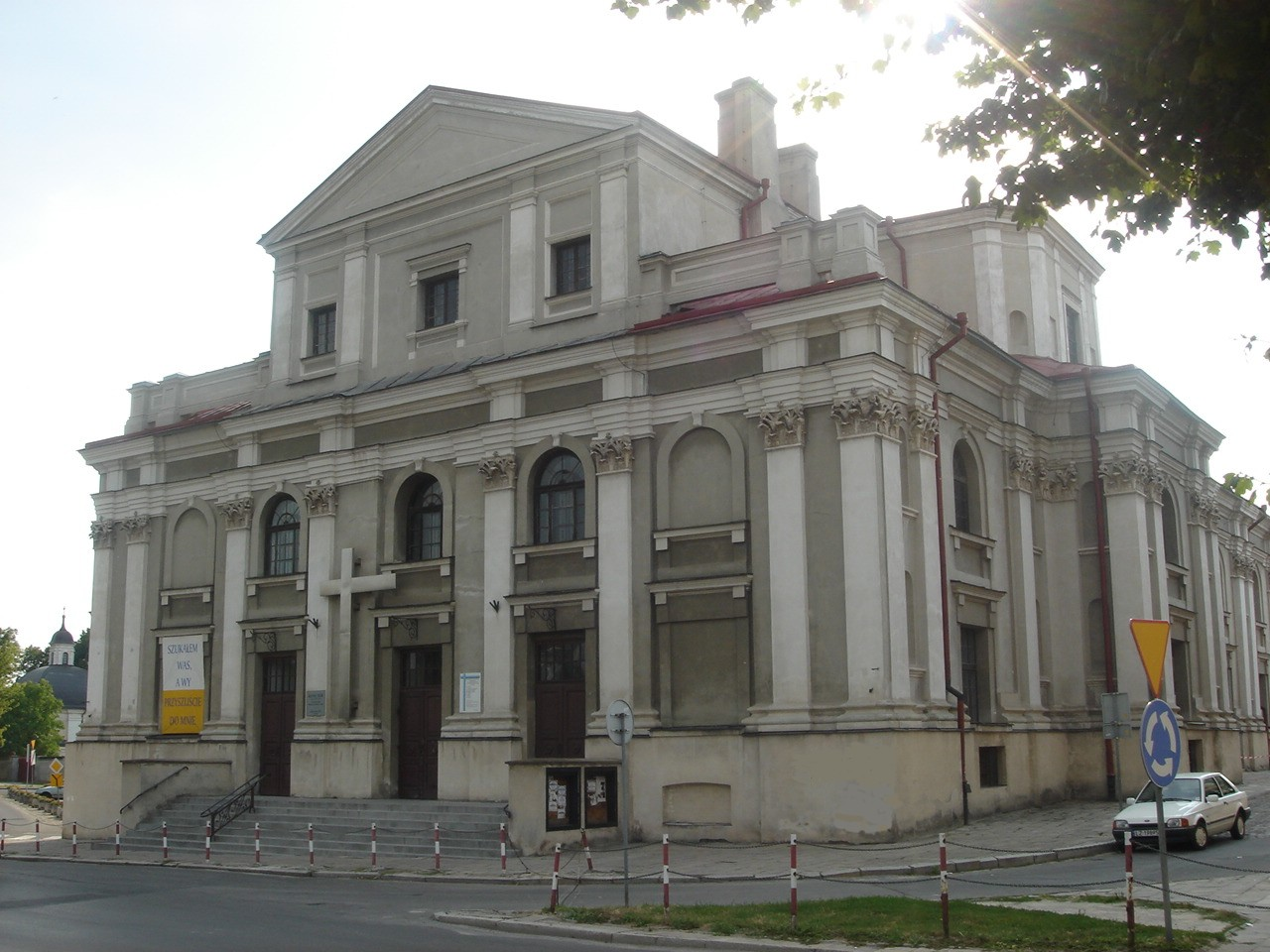
Східний фасад
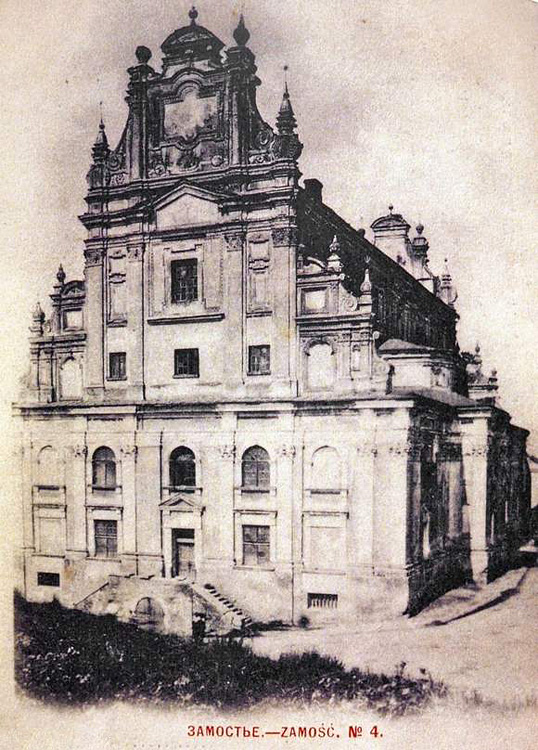
бл. 1880 перед російською руйнацією
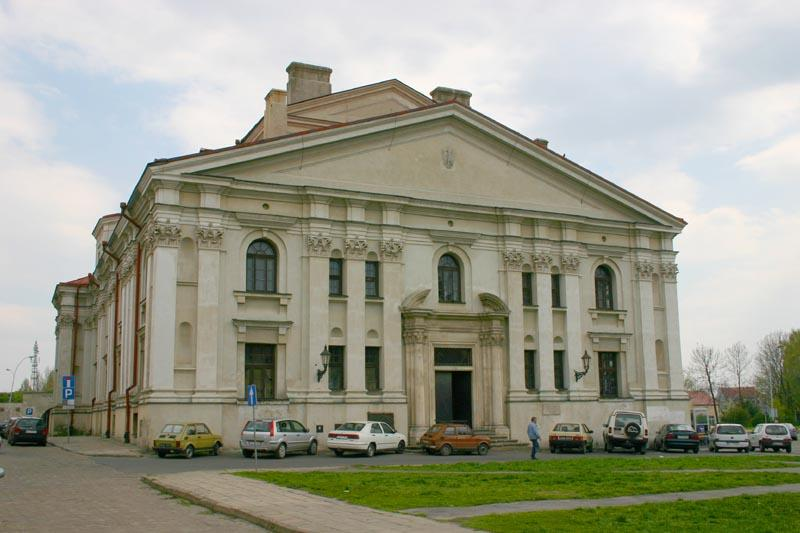
Kościół Franciszkanów – elewacja zachodnia z barokowym portalem
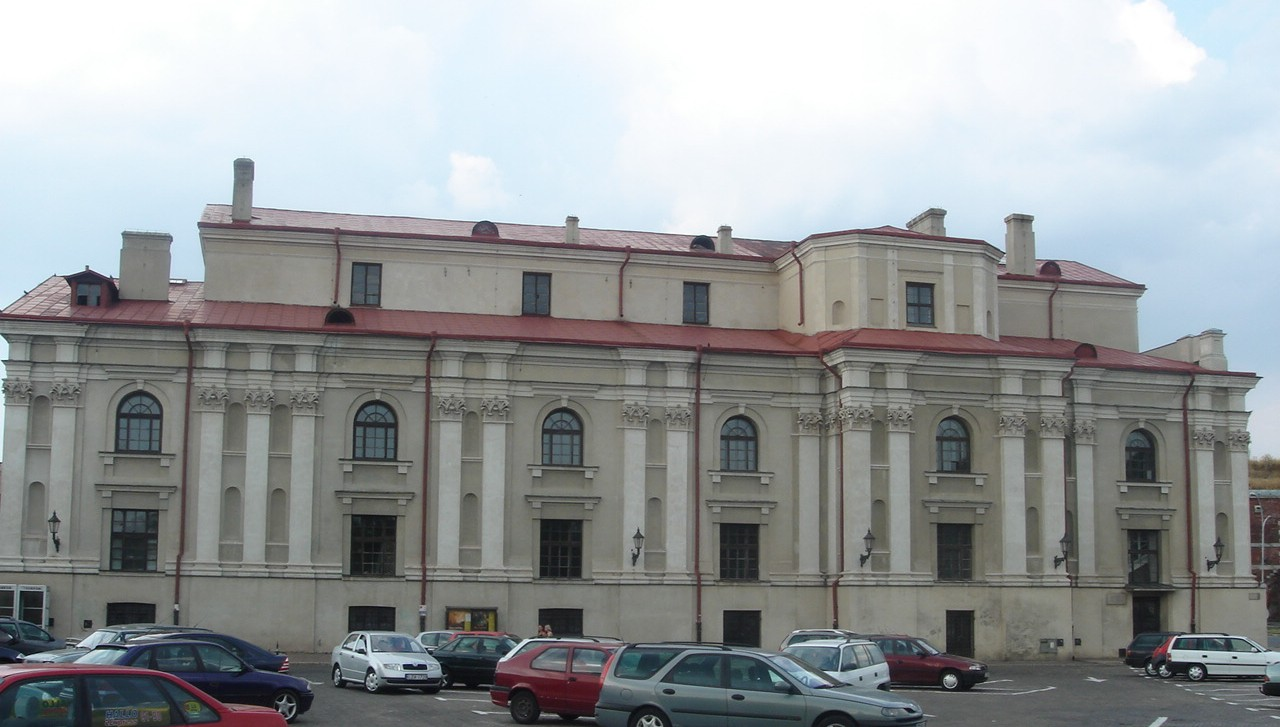
Південний фасад (від Площі Свободи (pl. Wolności))

## Див.також
- Францизканський світський орден;
- Францизк Ассізький.